# Cyrtandra insularis
Cyrtandra insularis är en tvåhjärtbladig växtart som beskrevs av Ridley. Cyrtandra insularis ingår i släktet Cyrtandra och familjen Gesneriaceae. Inga underarter finns listade i Catalogue of Life.